# チョート・ローズマリー・ホール
チョート・ローズマリー・ホール（Choate Rosemary Hall）は、アメリカ合衆国コネチカット州ウォリングフォードにある共学の中学高等学校（ボーディングスクール）。

## 概要
寄宿制私立高等学校（いわゆる「プレップ・スクール」）の中で「テン・スクール（The 10 Schools）」に属する名門校。2015年に日本からの生徒を増やすことを目的に、同校卒業生の村田貴士氏の寄付で奨学金制度が始まり、サマースクールと通年生の枠が設けられた。東京の開成高等学校と成蹊高等学校がこの制度により同校との交流を開始したが広く一般にも募集している。

## 歴史
1890年女子校ローズマリー・ホール・スクール、1896年男子校チョート・スクールが創立される。1906年には前者がコネチカット州グリニッジに移転するも、1971年に再びウォリングフォードに戻る。そして1973年、両校は正式に合併し共学となった。

## 著名な卒業生
- アドレー・スティーブンソン（政治家）
- ジョン・F・ケネディ（第35代アメリカ合衆国大統領）
- ジェイミー・リー・カーティス（女優）
- グレン・クローズ（女優）
- マイケル・ダグラス（男優）
- 岡崎玲子（日本のジャーナリスト）
- ローレン・アンブローズ（女優）
- ビクトリア・ヌーランド（アメリカ合衆国国務次官（政治担当））
- ティフト・メリット（英語版） （歌手）
- イヴァンカ・トランプ (実業家、ソーシャライト、ドナルド・トランプの長女)
- ロレンツォ・ディ・ボナヴェンチュラ（映画プロデューサー）